# Sączki

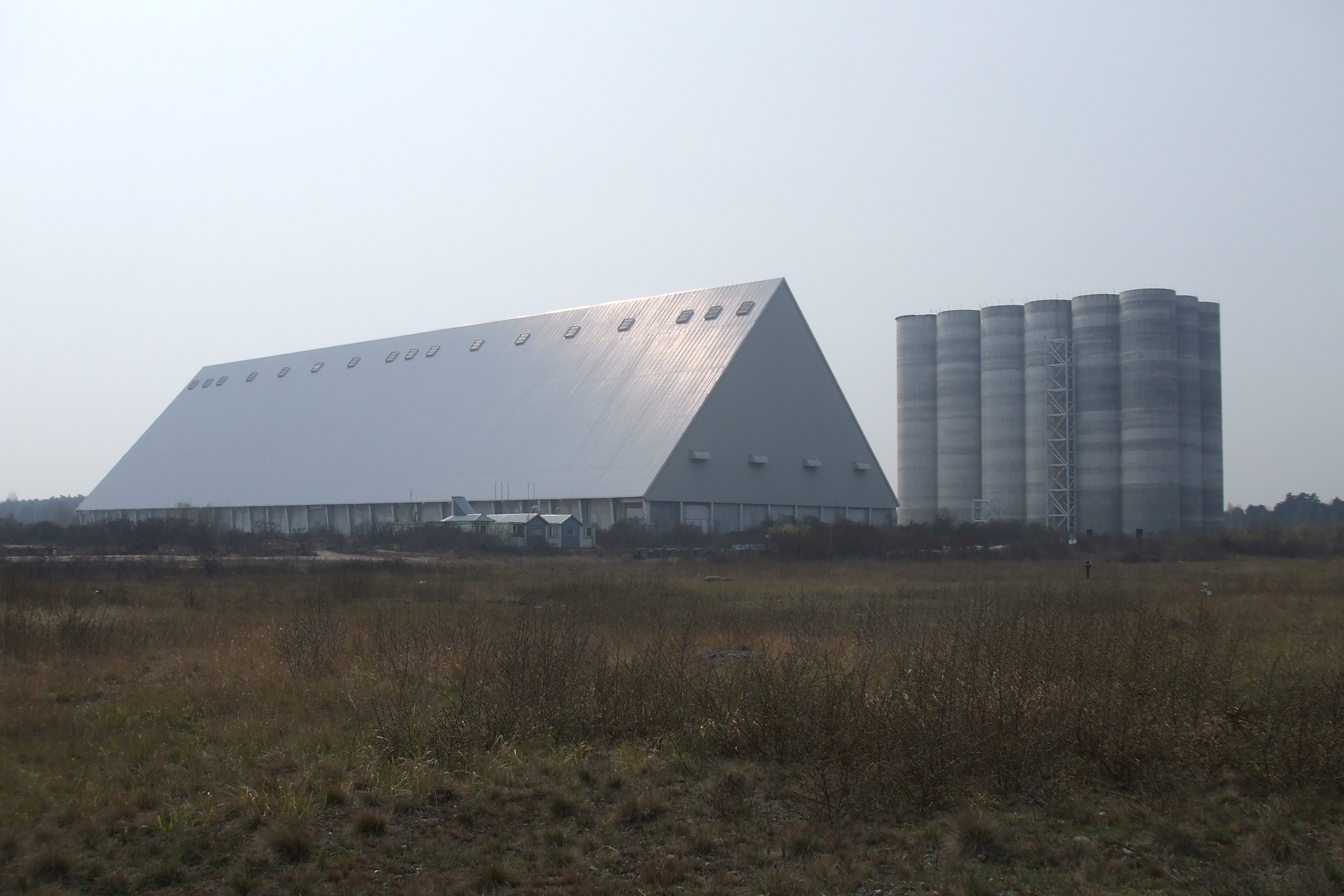
Magazyny zbożowo-paszowe Portu Północnego na Sączkach

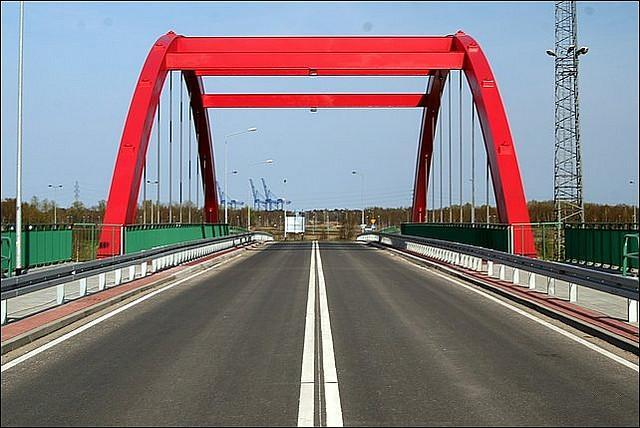
Wiadukt nad torami w ciągu Trasy Sucharskiego

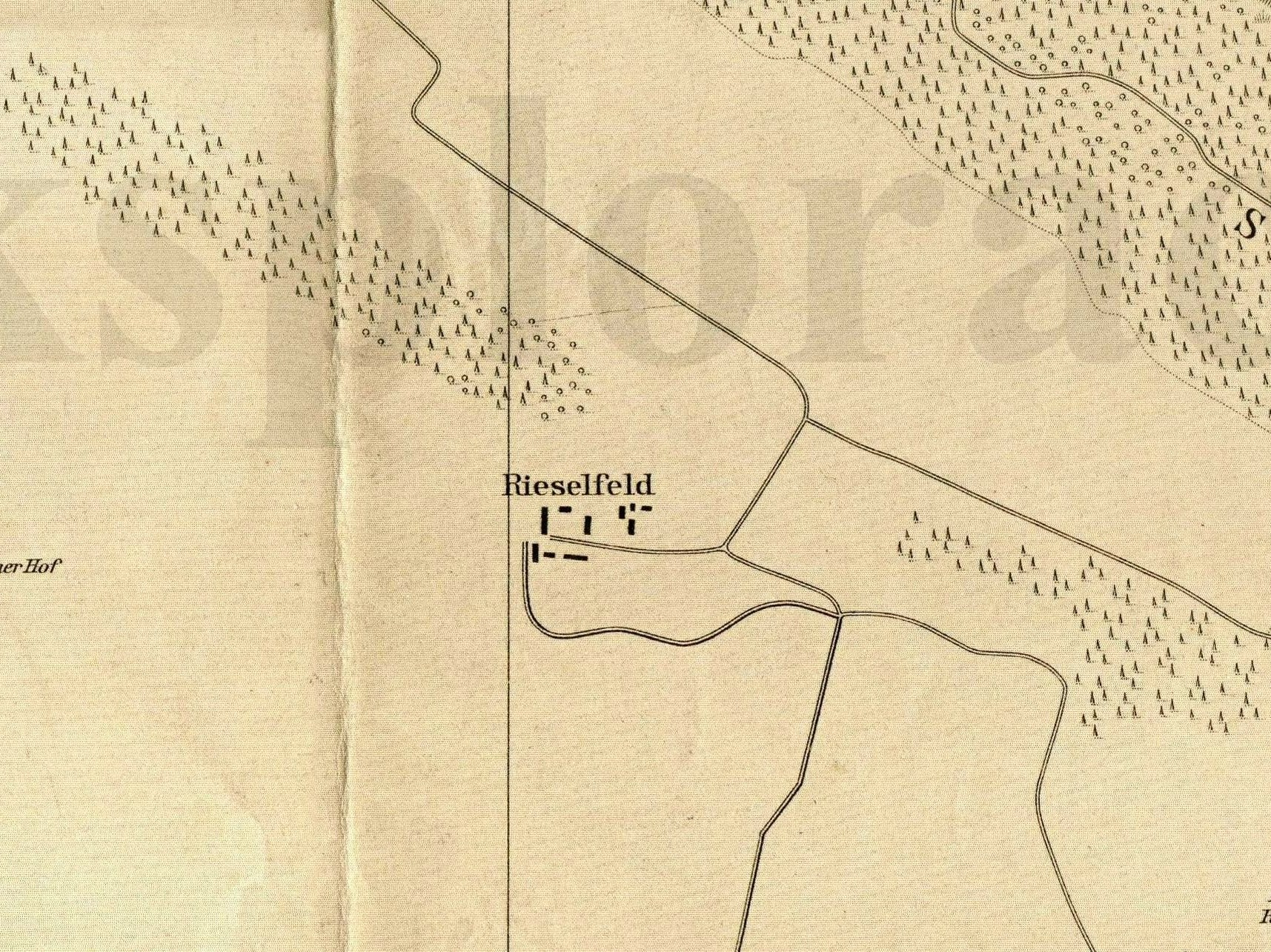
Sączki na mapie z 1909

Sączki (niem. Rieselfeld) – niezamieszkany obszar przemysłowy w Gdańsku, część dzielnicy Przeróbka, położony na Wyspie Portowej.

## Położenie
Sączki leżą pomiędzy Martwą Wisłą, konkretnie Kanałem Kaszubskim a Zatoką Gdańską.
Obszar jest położony w geograficznym centrum Przeróbki, otaczają go następujące podjednostki:
- od północy: Port Północny, Wisłoujście;
- od wschodu: Stogi (Las Miejski);
- od zachodu: Przeróbka.

## Transport i komunikacja
Przez południowo-zachodnią część Sączków przebiega Trasa Sucharskiego.

## Historia
Sączki powstały jako dobra miejskie przed 1877, wskutek osuszenia i zdrenowania łąk między wsiami Stogi a Wisłoujście. Tereny te jednak nie znalazły większego zastosowania i z powrotem zamieniły się w łąki oraz nieużytki. Miał powstać tam gazoport, ale projekt nie doszedł do skutku.
Sączki zostały przyłączone w granice administracyjne miasta w 1914. Należą do okręgu historycznego Port.